# Рудник над Санем
Рудник над Санем (пољ. Rudnik nad Sanem) град је у Пољској у Војводству поткарпатском. По подацима из 2012. године број становника у месту је био 6883.

## Становништво
| 2012. |
| ----- |
| 6.883 |